# ایر سرو اینترنشنال
ایر سرو اینترنشنال (به انگلیسی: Air Serv International) یک شرکت هواپیمایی است که در ۱۹۸۴ میلادی تأسیس شده‌است.